# أولاد الطاهر (بني خالد)
أولاد الطاهر هي إحدى مشيخات المملكة المغربية، تتبع جغرافيا لعمالة وجدة أنكاد وإداريًا لبني خالد. يقدر عدد سكانها بـ 8116 نسمة حسب الإحصاء الرسمي للسكان والسكنى لسنة 2004.